# 李良 (成化丁未進士)
李良（1456年—1514年），字遂之，山東濟南府齊河縣人，神武左衛官籍，明朝官員。

## 生平
順天府鄉試第二名舉人。成化二十三年（1487年）中式丁未科會試第二百八十七名，三甲第一百零三名進士。授浙江山陰縣知縣，弘治九年（1496年）六月都察院理刑，十年八月实授陕西道監察御史。十四年巡按直隶真定等府，十六年巡按南直隶，正德元年（1506年）六月升光祿寺少卿，五年九月遷大理寺左寺丞，六年二月升本寺右少卿，六月升左少卿，七年七月再升光祿寺卿。次月因被御史張仕隆論劾，稱病去職。正德九年（1514年）卒於家。

## 佚事
李良為劉健門生。任御史時，曾將女兒許給時任大學士的劉健之孫承學。然而，劉健被權宦劉瑾排擠致仕，李良竟托言女兒有病，將親事推辭。此事深為士論所鄙薄，並因此被御史張仕隆所論，李良也稱病去官。

## 家族
曾祖李傑，百戶；祖父李震，百戶；父李讓，母楊氏。慈侍下。